# Clase Imperieuse (1883)
La Clase Imperieuse fue una clase de buques formada por dos cruceros acorazados botados entre 1883 y 1884 por la Marina Real Británica.

## Características
En un artículo de la revista “The British Navy”, de 1886, Sir Edward Reed observaba que estos buques no deberían ser clasificados como cruceros acorazados, ya que no estaban blindados de proa a popa, tan sólo tenían un cirturon de 43 metros a lo largo de la mitad de cada banda.

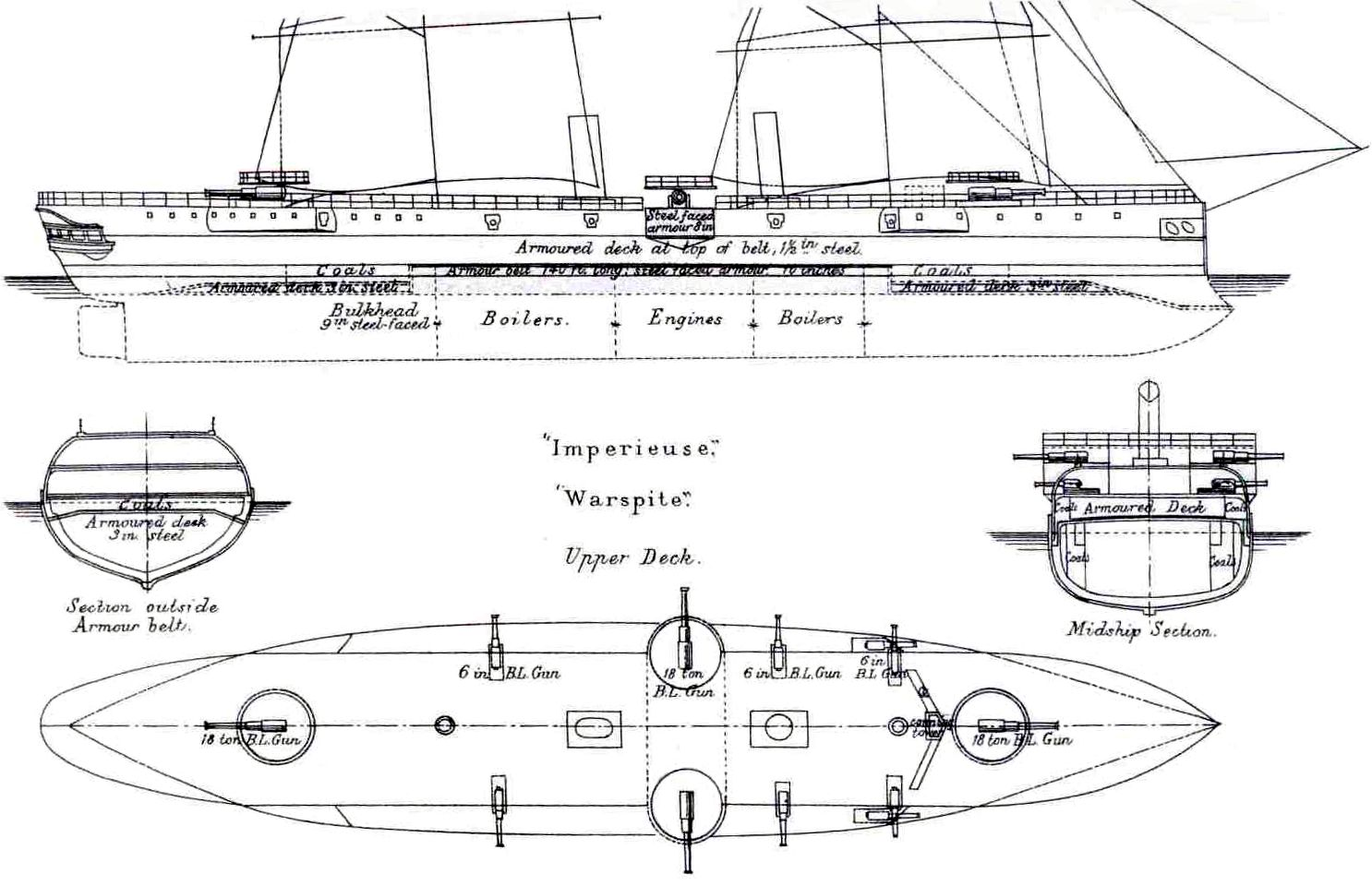
Planta, perfil y frentes de la clase Imperieuse, de Brassey's naval annual 1888-9

La disposición del armamento principal era inusual para la época, con un cañón a proa, otro a popa, y uno más en cada banda, en una disposición similar a la empleada por los franceses.

## Los buques
- HMS Imperieuse – Botado en 1883, convertido en buque depósito en 1905 y renombrado Sapphire II, nuevamente nombrado Imperieuse en 1909, y vendido en 1913.

- HMS Warspite – Botado en 1884, desguazado en 1906.

## Curiosidades
Una de las piezas de 233 mm del Warspite se conserva en el Royal Military College of Science (RMCS), en Shrivenham, Reino Unido.

## Programa de construcción
La siguiente tabla da los detalles y costes de la construcción de los buques de la Clase Imperieuse. Según estándares británicos de la época, se excluyen de estos costes el armamento y los aprovisionamientos. En la tabla:
- Maquinaria significa "Maquinaria propulsora".
- Casco incluye "Maquinaria hidráulica, montajes de los cañones, etc."[3]

| Buque      | Constructor         | Constructor de los Motores | Fecha de        | Fecha de    | Fecha de    | Costes de                           | Costes de                           | Costes de                           | Costes de                           | Costes de |
| Buque      | Constructor         | Constructor de los Motores | Puesta en grada | Botadura    | Terminación | (Brassey's Naval Annual\| BNA 1895) | (Brassey's Naval Annual\| BNA 1895) | (Brassey's Naval Annual\| BNA 1895) | (Brassey's Naval Annual\| BNA 1903) | Parkes    |
| Buque      | Constructor         | Constructor de los Motores | Puesta en grada | Botadura    | Terminación | Casco                               | Maquinaria                          | Total excluyendo armamento          | (Brassey's Naval Annual\| BNA 1903) | Parkes    |
| ---------- | ------------------- | -------------------------- | --------------- | ----------- | ----------- | ----------------------------------- | ----------------------------------- | ----------------------------------- | ----------------------------------- | --------- |
| Imperieuse | Portsmouth Dockyard | Maudslay                   | 10 Ago 1881     | 18 Dic 1883 | Sep 1886    | £417,437                            | £113,377                            | £530,814                            | Detalles de los costes incompleto   | £543,758  |
| Warspite   | Chatham Dockyard    | Penn                       | 25 Oct 1881     | 29 Ene 1884 | Jun 1888    | £415,546                            | £113,786                            | £529,332                            | £653,072                            | £538,797  |

## Anexos
- Anexo:Cruceros acorazados por país

- Datos: Q2504712
- Multimedia: Imperieuse class cruiser / Q2504712